# Phyllomacromia maesi
Phyllomacromia maesi är en trollsländeart som först beskrevs av Henri Schouteden 1917.  Phyllomacromia maesi ingår i släktet Phyllomacromia och familjen skimmertrollsländor. IUCN kategoriserar arten globalt som livskraftig. Inga underarter finns listade i Catalogue of Life.